# Adoração dos Reis Magos (Biscaino)
Adoração dos Magos é uma pintura religiosa da década de 1650 do artista barroco italiano de Gênova, Bartolomeo Biscaino. Encontra-se agora no Musée des Beaux-Arts de Estrasburgo, França, para o qual foi comprado em 1878, pouco depois de a cidade ter decidido reconstruir as suas colecções, que tinham sido completamente destruídas em 24 de Agosto de 1870, no incêndio do Aubette durante o Cerco de Estrasburgo.

## Temática
A Adoração dos Reis Magos (do título da seção em latim da Vulgata, A Magis adoratur) é o nome tradicionalmente dado ao tema cristão parte da Natividade, no qual os três reis magos, representados como reis vindos do oriente, tendo encontrado Jesus ao seguir a estrela de Belém, colocam aos pés do Menino Jesus presentes de ouro, incenso e mirra. Eles também o adoram como "rei dos judeus". Este evento foi relatado no Evangelho de Mateus .